# Neuseeländische Cricket-Nationalmannschaft in Sri Lanka in der Saison 2009
Die Tour der neuseeländischen Cricket-Nationalmannschaft nach Sri Lanka in der Saison 2009 fand vom 18. August bis zum 4. September 2009 statt. Die internationale Cricket-Tour war Teil der internationalen Cricket-Saison 2009 und umfasste zwei Test Matches und zwei Twenty20s. Sri Lanka gewann beide Tests, während Neuseeland beide Twenty20s gewann.

## Vorgeschichte
Sri Lanka spielte zuletzt eine Tour gegen Pakistan, Neuseeland gegen Indien. Im Anschluss an diese Tour bestritten die beiden Mannschaften zusammen mit Indien eine Tri-Series. Als Konsequenz wurden die ursprünglich geplanten fünf ODIs auf dieser Tour abgesagt.

## Stadien
Die folgenden Stadien wurden für die Tour als Austragungsort vorgesehen und am 10. Juli 2009 bekanntgegeben.
| Stadion | Stadt                              | Kapazität | Spiele      |
| ------- | ---------------------------------- | --------- | ----------- |
| Colombo | R. Premadasa Stadium (RPS)         | 35.000    | 1. & 2. T20 |
| Colombo | Sinhalese Sports Club Ground (SSC) | 10.000    | 2. Test     |
| Galle   | Galle International Stadium        | 35.000    | 1. Test     |

## Kaderlisten
Neuseeland benannte seine Kader am 7. Juli 2009. Sri Lanka benannte seinen Test-Kader am 11. August.
| Test | Test | Twenty20 | Twenty20 |
| Sri Lanka | Neuseeland | Sri Lanka | Neuseeland |
| --- | --- | --- | --- |
| - Kumar Sangakkara (K) - Tillakaratne Dilshan - Rangana Herath - Mahela Jayawardene - Prasanna Jayawardene (wk) - Chamara Kapugedera - Nuwan Kulasekara - Angelo Mathews - Ajantha Mendis - Muttiah Muralitharan - Tharanga Paranavitana - Dhammika Prasad - Thilan Samaraweera - Thilan Thushara - Malinda Warnapura | - Daniel Vettori (K) - Craig Cumming - Grant Elliott - Daniel Flynn - Martin Guptill - Brendon McCullum (wk) - Tim McIntosh - Chris Martin - Iain O’Brien - Jacob Oram - Jeetan Patel - Jesse Ryder - Ross Taylor - Daryl Tuffey - Reece Young | - Kumar Sangakkara (K & wk) - Tillakaratne Dilshan - Sanath Jayasuriya - Mahela Jayawardene - Chamara Kapugedera - Nuwan Kulasekara - Kaushal Lokukarachchi - Lasith Malinga - Angelo Mathews - Ajantha Mendis - Muttiah Muralitharan - Gihan Rupasinghe - Thilan Thushara - Isuru Udana - Mahela Udawatte | - Daniel Vettori (K) - Shane Bond - Neil Broom - Ian Butler - Brendon Diamanti - Grant Elliott - Martin Guptill - Brendon McCullum (wk) - Nathan McCullum - Peter McGlashan (wk) - Kyle Mills - Jacob Oram - Jeetan Patel - Jesse Ryder - Ross Taylor |

## Tour Matches
| 7. – 9. August Scorecard | Colombo (CCC) | Sri Lanka Cricket Development XI 159 (60.4) & 257-6 (75) | – | New Zealanders 493 (124.3) |
|                          |               | Remis                                                    |   |                            |

| 12. – 14. August Scorecard | Colombo (NCC) | New Zealanders 297 (93.3) & 240-6 (70) | – | Sri Lanka Cricket XI 330 (86.3) |
|                            |               | Remis                                  |   |                                 |

| 6. September Scorecard | Colombo (SSC) | Sri Lanka A 234 (47.5)          | – | New Zealanders 173 (41.5) |
|                        |               | Sri Lanka A gewinnt mit 61 Runs |   |                           |

## Tests

### Erster Test in Galle
| 18. – 22. August Scorecard | Galle | Sri Lanka 452 (117.4) & 259-4d (49) | – | Neuseeland 299 (116) & 210 (71.5) |
|                            |       | Sri Lanka gewinnt mit 202 Runs      |   |                                   |

### Zweiter Test in Colombo
| 26. – 30. August Scorecard | Colombo (SSC) | Sri Lanka 416 (130.3) & 311-5d (85.2) | – | Neuseeland 234 (77.4) & 397 (123.5) |
|                            |               | Sri Lanka gewinnt mit 96 Runs         |   |                                     |

Der Sri-Lanker Tharanga Paranavitana wurde auf Grund ungerechtfertigtem und übertriebenen Appellierens mit einer Geldstrafe belegt.

## Twenty20 Internationals

### Erstes Twenty20 in Colombo
| 2. September Scorecard | Colombo (RPS) | Neuseeland 141-8 (20)         | – | Sri Lanka 138-9 (20) |
|                        |               | Neuseeland gewinnt mit 3 Runs |   |                      |

### Zweites Twenty20 in Colombo
| 4. September Scorecard | Colombo (RPS) | Neuseeland 170-4 (20)          | – | Sri Lanka 148-8 (20) |
|                        |               | Neuseeland gewinnt mit 22 Runs |   |                      |

## Statistiken
Die folgenden Cricketstatistiken wurden bei dieser Tour erzielt.
| Tests                | Tests      | Tests   | Tests   | Tests   | Tests   | Tests   | Tests   | Tests   |
| Batting              | Batting    | Batting | Batting | Batting | Batting | Batting | Batting | Batting |
| Spieler              | Mannschaft | Spiele  | Innings | Runs    | Average | HS      | 100s    | 50s     |
| -------------------- | ---------- | ------- | ------- | ------- | ------- | ------- | ------- | ------- |
| Thilan Samaraweera   | Sri Lanka  | 2       | 4       | 347     | 86,75   | 159     | 2       | 0       |
| Mahela Jayawardene   | Sri Lanka  | 2       | 4       | 329     | 82,25   | 114     | 1       | 2       |
| Tillakaratne Dilshan | Sri Lanka  | 2       | 4       | 277     | 92,33   | 123*    | 1       | 1       |
| Daniel Vettori       | Neuseeland | 2       | 4       | 272     | 68,00   | 140     | 1       | 1       |
| Kumar Sangakkara     | Sri Lanka  | 2       | 4       | 213     | 53,25   | 109     | 1       | 1       |
| Bowling              |            |         |         |         |         |         |         |         |
| Spieler              | Mannschaft | Spiele  | Overs   | Wickets | Average | BBI     | 5W      | 10W     |
| Muttiah Muralitharan | Sri Lanka  | 2       | 123     | 13      | 24,38   | 4/73    | 0       | 0       |
| Daniel Vettori       | Neuseeland | 2       | 121.1   | 10      | 32,50   | 4/78    | 0       | 0       |
| Rangana Herath       | Sri Lanka  | 1       | 82      | 8       | 26,12   | 5/139   | 1       | 0       |
| Thilan Thushara      | Sri Lanka  | 2       | 69.3    | 8       | 29,12   | 4/81    | 0       | 0       |
| Jeetan Patel         | Neuseeland | 2       | 90      | 7       | 55,57   | 4/78    | 0       | 0       |

| Twenty20s            | Twenty20s  | Twenty20s | Twenty20s | Twenty20s | Twenty20s | Twenty20s | Twenty20s | Twenty20s |
| Batting              | Batting    | Batting   | Batting   | Batting   | Batting   | Batting   | Batting   | Batting   |
| Spieler              | Mannschaft | Spiele    | Innings   | Runs      | Average   | HS        | 100s      | 50s       |
| -------------------- | ---------- | --------- | --------- | --------- | --------- | --------- | --------- | --------- |
| Kumar Sangakkara     | Sri Lanka  | 2         | 2         | 82        | 41,00     | 69        | 0         | 1         |
| Ross Taylor          | Neuseeland | 2         | 2         | 76        | 38,00     | 60        | 0         | 1         |
| Jesse Ryder          | Neuseeland | 2         | 2         | 65        | 32,50     | 52        | 0         | 1         |
| Martin Guptill       | Neuseeland | 2         | 2         | 61        | 30,50     | 32        | 0         | 0         |
| Tillakaratne Dilshan | Sri Lanka  | 2         | 2         | 58        | 29,00     | 57        | 0         | 1         |
| Brendon McCullum     | Neuseeland | 2         | 2         | 58        | 29,00     | 49        | 0         | 0         |
| Bowling              |            |           |           |           |           |           |           |           |
| Spieler              | Mannschaft | Spiele    | Overs     | Wickets   | Average   | BBI       | 5W        | 10W       |
| Jacob Oram           | Neuseeland | 2         | 7         | 4         | 15,00     | 3/33      | 0         | 0         |
| Shane Bond           | Neuseeland | 2         | 8         | 3         | 15,00     | 3/18      | 0         | 0         |
| Lasith Malinga       | Sri Lanka  | 2         | 8         | 3         | 18,66     | 2/21      | 0         | 0         |
| Kyle Mills           | Neuseeland | 2         | 7         | 3         | 19,33     | 2/22      | 0         | 0         |
| Nathan McCullum      | Neuseeland | 1         | 3         | 2         | 9,00      | 2/18      | 0         | 0         |
| Daniel Vettori       | Neuseeland | 2         | 7         | 2         | 19,00     | 2/11      | 0         | 0         |
| Sanath Jayasuriya    | Sri Lanka  | 2         | 6         | 2         | 23,00     | 2/22      | 0         | 0         |
| Ajantha Mendis       | Sri Lanka  | 2         | 8         | 2         | 23,00     | 1/21      | 0         | 0         |
| Ian Butler           | Neuseeland | 2         | 8         | 2         | 31,50     | 2/29      | 0         | 0         |

## Player of the Series
Als Player of the Series wurden die folgenden Spieler ausgezeichnet.
| Serie | Player of the Series |
| ----- | -------------------- |
| Test  | Thilan Samaraweera   |
| T20   | Jesse Ryder          |

### Player of the Match
Als Player of the Match wurden die folgenden Spieler ausgezeichnet.
| Spiel   | Player of the Match  |
| ------- | -------------------- |
| 1. Test | Tillakaratne Dilshan |
| 2. Test | Mahela Jayawardene   |
| 1. T20  | Daniel Vettori       |
| 2. T20  | Jesse Ryder          |